# Џентлмени
Група Џентлмени, се окупила средином 60-их година у Панчеву, где су и почели са јавним наступима. Свирали су у Дому Омладине у Београду где су учврстили свој положај на топ-листама Југословенских група тог времена. На фестивалу младих 1968. године у Суботици њихова песма „Весели свет“ се издвојила од осталих песама. Неколико година су наступали и на фестивалу "Београдско пролеће", где њихова песма „Корак ка сунцу“, 1969. године заузима високо место.
Њихови познати хитови су били "Today" (Sandy Shaw), "Sweet for my Sweet" (Pomus/Shuman), "Sea of Heartbreak" (The Searchers), "Hellule,Hellule" (The Tremeloes), "34-06" (Dave Clark Five).
Неколико година касније, 1970. године, браћа Јелић напуштају групу и оснивају YU Групу, која и дан данас постоји.

## Дискографија

### Синглови
- 1965. Џентлмени, (Она је моја, Да ли су важне речи), ПГП РТБ
- 1968. Џентлмени, (Иди - Today, Наша младост, То је твој стил - БЕОГРАДСКО ПРОЛЕЋЕ '68, Слатко - Sweets for my sweet), ПГП РТБ
- 1969. Џентлмени, (Сломљена срца - Sea of heartbreak, Крај снова - Hellule, hellule, Ниси дошла), ПГП РТБ
- 1968. Џентлмени, ОМЛАДИНА '68 (Весели свет), ПГП РТБ
- 1969. Џентлмени, БЕОГРАДСКО ПРОЛЕЋЕ '69, (Корак ка сунцу), ПГП РТБ